# 3,5-Dibromanisol
3,5-Dibromanisol ist eine chemische Verbindung, die sich sowohl vom Anisol als auch von den Dibrombenzolen ableitet.

## Darstellung
3,5-Dibromanisol kann aus 3,5-Dibromphenol durch Methylierung mit Dimethylsulfat dargestellt werden.

## Eigenschaften
Die Nitrierung von 3,5-Dibromanisol findet im Gegensatz zum entsprechenden Phenol nur zweifach an den Positionen 2 und 4 statt, es entsteht 3,5-Dibrom-2,4-dinitroanisol, das durch Etherspaltung in 3,5-Dibrom-2,4-dinitrophenol (Schmelzpunkt 146–147 °C) überführt werden kann.
Der Flammpunkt von 3,5-Dibromanisol liegt über 110 °C.